# Phaenocarpa cellularis
Phaenocarpa cellularis är en stekelart som beskrevs av Fischer 1974. Phaenocarpa cellularis ingår i släktet Phaenocarpa och familjen bracksteklar. Inga underarter finns listade i Catalogue of Life.